# Georg Adam Struve
Georg Adam Struve, född den 25 september 1619 i Magdeburg, död den 15 december 1692 i Jena, var en tysk jurist.
Struve blev juris doktor 1646, professor i Jena samma år, kammardirektör i Weimar 1667, professor i Jena 1674, regeringspresident där 1680, professor där 1691. Som författare utövade Struve betydande inflytande både på sin samtid och på eftervärlden. Att rättsvetenskapen hade med det verkliga livet och inte med luftiga abstraktioner att göra, såg han klart. Hans berömda jurisprudentia Romano-Germanico forensis (1670), den så kallade "lilla Struve", var länge den mest använda juridiska läroboken.